# Jacques Lopez
Pour les articles homonymes, voir Lopez.
Jacques Lopez, né le 27 avril 1961 à Marseille, est un footballeur français.

## Biographie
Jacques Lopez est formé à l'Olympique de Marseille avec lequel il remporte la Coupe Gambardella 1978-1979. Il débute en première division lors de la saison 1979-1980 et connaît la relégation en seconde division. Il reste à l'OM jusqu'en 1985, obtenant une promotion en première division en 1984.
Il joue ensuite en deuxième division à l'AS Cannes de 1985 à 1987, au CF Dijon de 1987 à 1989, à La Berrichonne de Châteauroux de 1989 à 1991 et au Chamois niortais de 1991 à 1992. Il termine sa carrière à l'US Possession à La Réunion. 

## Palmarès
Olympique de Marseille
- Coupe Gambardella (1) :
  - Vainqueur: 1978-79.

- Championnat de France de football D2 :
  - Vice-champion: 1983-84.

## Statistiques
| Saison                | Club                   | Championnat           | Championnat | Championnat | Coupe(s) nationale(s) | Coupe(s) nationale(s) | Total | Total |
| Saison                | Club                   | Division              | M.          | B.          | M.                    | B.                    | M.    | B.    |
| 1979-1980             | Olympique de Marseille | D1                    | 3           | 0           | 1                     | 0                     | 4     | 0     |
| 1980-1981             | Olympique de Marseille | D2                    | 12          | 0           | 0                     | 0                     | 12    | 0     |
| 1981-1982             | Olympique de Marseille | D2                    | 34          | 0           | 7                     | 1                     | 41    | 1     |
| 1982-1983             | Olympique de Marseille | D2                    | 30          | 3           | 4                     | 0                     | 34    | 3     |
| 1983-1984             | Olympique de Marseille | D2                    | 31          | 2           | 3                     | 0                     | 34    | 2     |
| 1984-1985             | Olympique de Marseille | D1                    | 19          | 0           | 0                     | 0                     | 19    | 0     |
| 1985-1986             | AS Cannes              | D2                    | 34          | 1           | 0                     | 0                     | 34    | 1     |
| 1986-1987             | AS Cannes              | D2                    | 0           | 0           | 0                     | 0                     | 0     | 0     |
| 1987-1988             | CF Dijon               | D2                    | 34          | 0           | 1                     | 0                     | 35    | 0     |
| 1988-1989             | CF Dijon               | D2                    | 33          | 3           | 0                     | 0                     | 33    | 3     |
| 1989-1990             | LB Châteauroux         | D3                    | 0           | 0           | 0                     | 0                     | 0     | 0     |
| 1990-1991             | LB Châteauroux         | D3                    | 1           | 0           | 0                     | 0                     | 1     | 0     |
| 1991-1992             | Chamois niortais       | D3                    | 28          | 1           | 0                     | 0                     | 28    | 1     |
| 1991-1992             | US Possession          | D1 Réunion            |             |             |                       |                       | 0     | 0     |
| 1992-1993             | US Possession          | D1 Réunion            |             |             |                       |                       | 0     | 0     |
| 1993-1994             | US Possession          | D1 Réunion            |             |             |                       |                       | 0     | 0     |
| Total sur la carrière | Total sur la carrière  | Total sur la carrière | 259         | 10          | 16                    | 1                     | 275   | 11    |